# Калар
Кала́р (в верховье — Чина, Левая Чина) — река в Забайкальском крае России, правый приток Витима. Длина реки — 511 км, площадь бассейна — 17 400 км². Средний расход воды — 150 м³/с.
Высота устья — 561 м над уровнем моря. Высота истока — 1612 м над уровнем моря. Уклон реки — 1,3 м/км.

## География

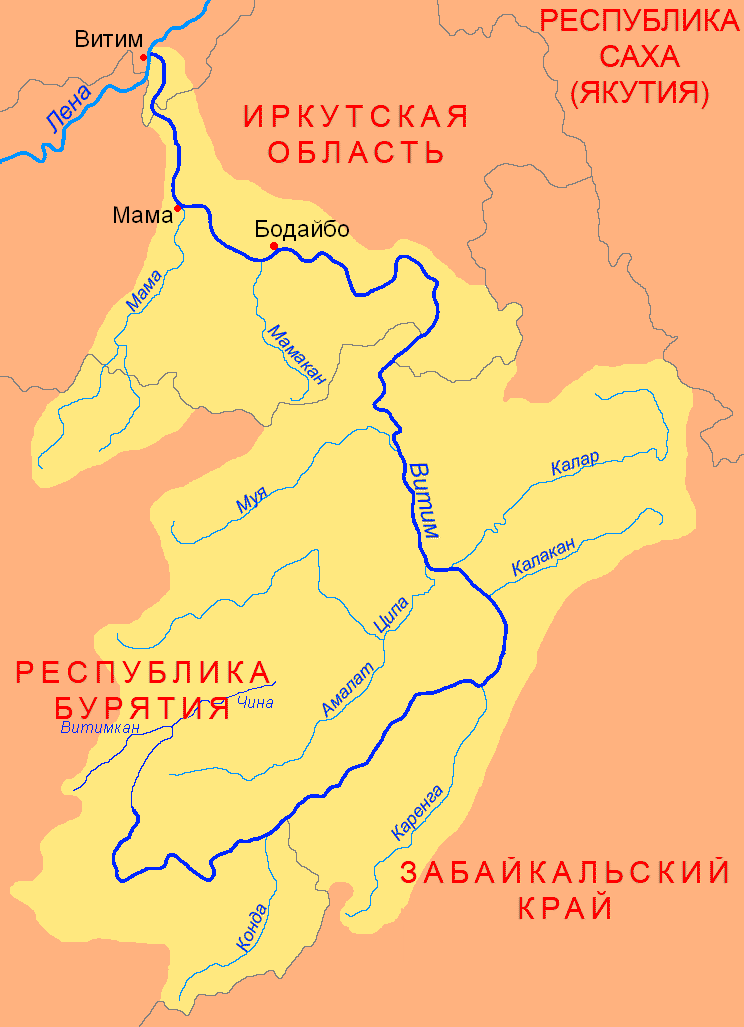

Истекает из ложбины хребта Удокан Станового нагорья, где называется Левой Чиной, образует тут же два озера, и стекает в долину Чины между Каларским хребтом и Удоканом, где принимает несколько притоков, в том числе Сакукан, после которого именуется Каларом. Протекает по территории Каларского и Тунгокоченского районов.

## Гидрология
Питание преимущественно дождевое. Замерзает в середине октября, вскрывается в середине мая. По данным наблюдений с 1964 по 1990 год среднегодовой расход воды в районе села Средний Калар (156 км от устья) составляет 160,97 м³/с. Наибольший приходится на июнь (546,15 м³/с). Максимальное значение (1310 м³/с) зафиксировано в июле 1988 года.

## Природа
По берегам растут лиственница, обыкновенная сосна, пихта и сибирский кедр.

## Хозяйственное использование
Река популярна у водных туристов. Сплав на рафтах, плотах и байдарках имеют 3-4 категорию сложности. Богата рыбой: хариус, ленок, таймень, сиг. На реке стоит село Средний Калар.

## Притоки
км от устья
- 20 км: Джелу
- 30 км: река без названия
- 35 км: Топор
- 47 км: Бугунгда
- 55 км: Черемная
- 63 км: Николаевка
- 72 км: Октокит-Каларский
- 86 км: Каменный
- 107 км: Талакан
- 114 км: Талакит
- 127 км: Тостур
- 133 км: Калур
- 135 км: Копчан
- Демку
- 138 км: Кукэкилак
- 142 км: Левый Юмурчен
- 142 км: Правый Юмурчен
- 147 км: Оглюр
- 151 км: Иманапчакит
- 153 км: Кападякал
- 159 км: Курелак
- 162 км: Дёло
- 165 км: Туруктак
- 172 км: Пескачан
- 174 км: Сугунургут
- 175 км: Тукалачи
- 186 км: Бирамиян
- 186 км: Некэнг
- 187 км: Соктолак
- 197 км: Катель
- 199 км: Сипунак ?
- 201 км: Тетингнях
- 206 км: Дявандак
- 208 км: Талгиг
- 212 км: Кивэтык
- 212 км: Станнах
- 219 км: Дулей
- 224 км: Чопкокон
- 227 км: Чукчуду (длина 71 км)
- 231 км: Гипчэнак
- 236 км: Таях-Нуорадах (Кахерга)
- 240 км: Долгачи
- 247 км: Калаката
- 251 км: Кюэх-Ыарга (Чопкокон)
- 260 км: Букчанак
- 267 км: Топкомчек
- Долкачи
- 280 км: Сакукан
- 280 км: Луча (длина 60 км)
- 294 км: Дялтукта
- 295 км: Сиригучи
- 301 км: Мудобкит
- Сулаки
- 306 км: Иманнан
- 317 км: Катугин (длина 71 км)
- 324 км: Уикан
- 325 км: Несмучи
- Тукалачи
- 351 км: Демку (длина 89 км)
- Нижний Конгакачи
- Верхний Конгакачи
- 378 км: Орогочи
- 392 км: Тепракан
- 395 км: Амнуннакачи
- 408 км: Каларский Калакан[7]
- 417 км: Мучукачи
- 419 км: Мулукан
- 426 км: Амнуннакачи
- Большой Шучукан
- 434 км: Грамначи
- 437 км: Кудир
- 451 км: Читканда (длина 53 км)
- 451 км: Борода
- 457 км: река без названия
- 460 км: река без названия
- 460 км: Талакан
- 462 км: река без названия
- 466 км: Сакукан
- 471 км: Дорос
- 476 км: Озёра Амудиса (лв)
- 478 км: река без названия (пр)
- 482 км: Солотой (пр)
- 485 км: Кильчерис (лв)
- Первый Кильчерис (лв)
- Правая Чина (пр)

## Данные водного реестра
По данным государственного водного реестра России и геоинформационной системы водохозяйственного районирования территории РФ, подготовленной Федеральным агентством водных ресурсов:
- Бассейновый округ — Ленский
- Речной бассейн — Лена
- Речной подбассейн — Витим
- Водохозяйственный участок — Витим от водомерного поста у села Калакан до водомерного поста у села Спицино[4]. Код объекта — 18030200212117100021958[4].